# GAZ-66

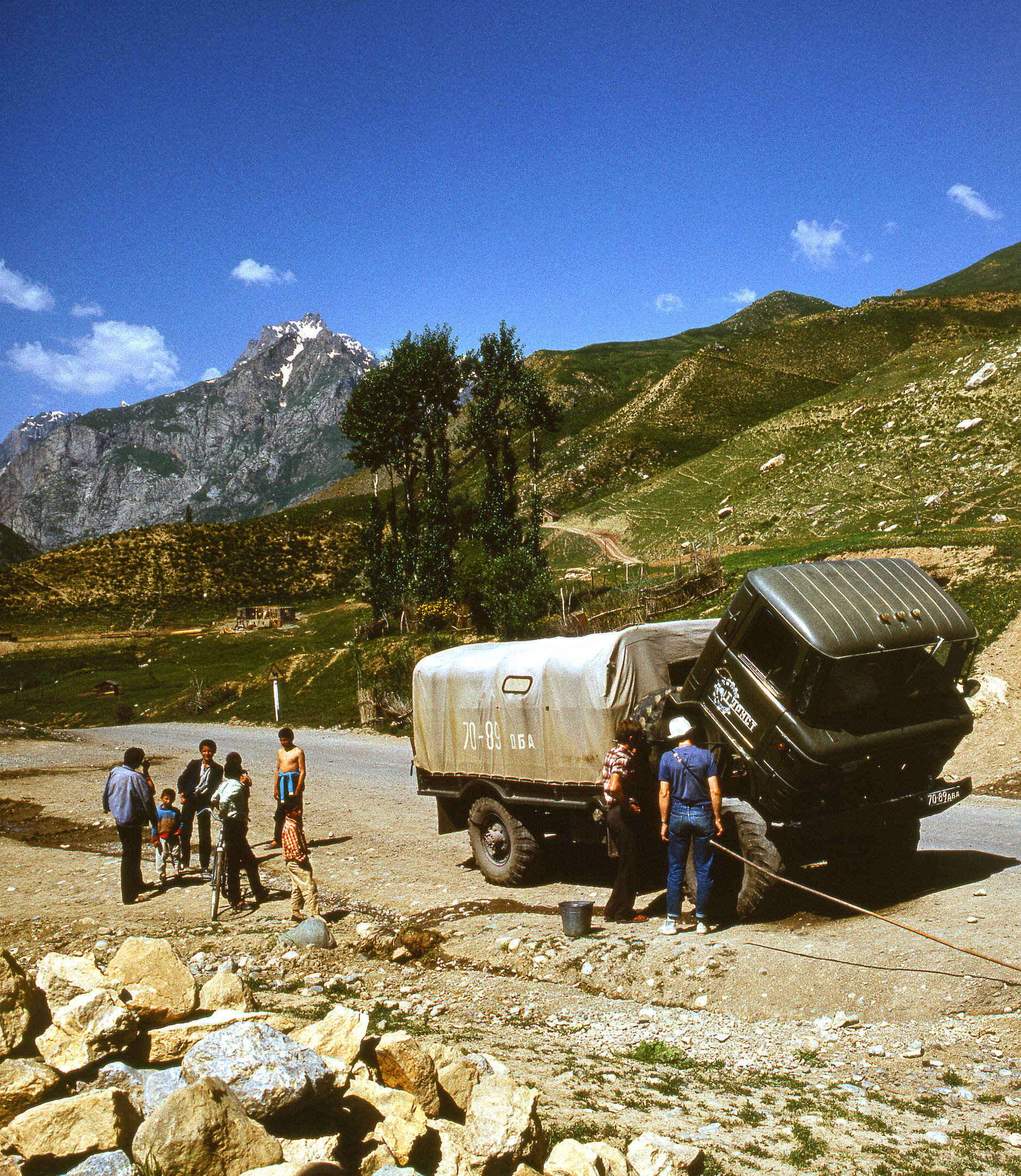
GAZ-66 met bestuurderscabine opengeklapt

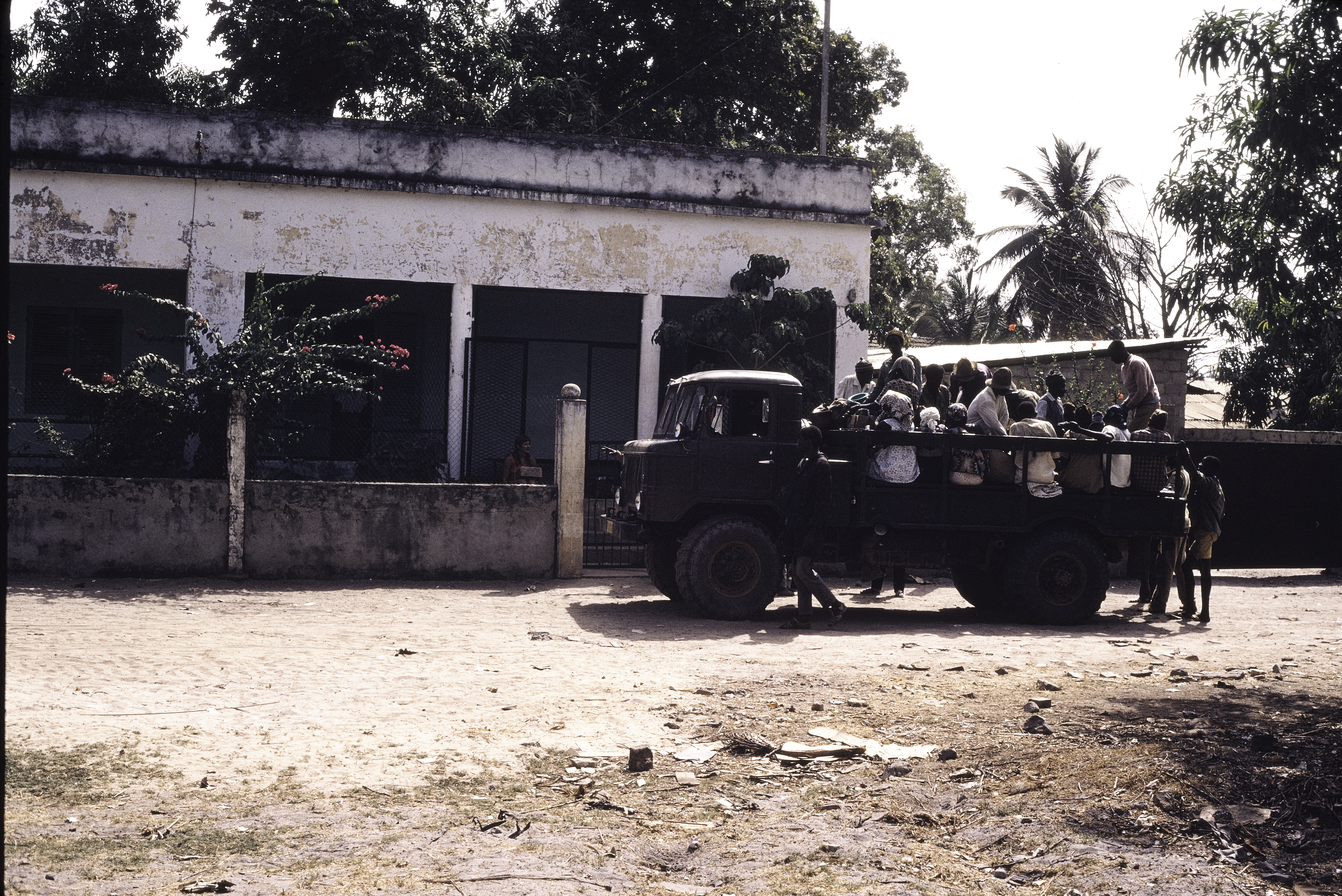
GAZ-66 in de koloniale oorlog van Guinee-Bissau met Portugal

De GAZ-66 (Russisch: ГАЗ-66) is een vierwielaangedreven militaire vrachtwagen. Het is de opvolger van de GAZ-63 en kwam vanaf 1966 in productie. In 1999 rolden de laatste voertuigen uit de fabriek.

## Geschiedenis
Deze vrachtwagen werd geproduceerd door Gorkovski Avtomobilny Zavod of GAZ (ГАЗ). GAZ is een Russische autofabriek in Nizjni Novgorod en onderdeel van de groep GAZ. De fabriek startte in 1929 als NNAZ, een samenwerkingsverband tussen Ford en de Sovjet-Unie. Na het vertrek van de Ford medewerkers in de dertiger jaren werd de productie van de fabriek afgestemd op de militaire behoeften. Aanvankelijk kreeg het leger vooral civiele versies die beperkt aan de militaire wensen waren aangepast.
Na de Tweede Wereldoorlog, mede op basis van de ervaring die men had opgedaan met de Amerikaanse militaire voertuigen, zoals de zeswiel aangedreven Studebaker US6, die onder de Leen- en Pachtwet waren geleverd, kregen de voertuigen een robuuster karakter. De GAZ-63 was een eerste voertuig uit de GAZ fabrieken met vierwielaandrijving en deze werd opgevolgd door de GAZ-66. De GAZ-66 was in productie tussen 1966 en 1999.

## Beschrijving
De GAZ-66 was de opvolger van de GAZ-63. Alle vier de wielen van de GAZ-66 werden aangedreven en was hiermee uitermate geschikt voor het rijden in het terrein. Het kreeg een laadvloer van 3,33 meter lang en 2,05 meter breed, afgedekt met een huif en was geschikt voor het vervoer van militairen en materieel. Een aanhangwagen met een maximaal gewicht van 2 ton kon worden meegevoerd. Het eigen laadvermogen was 2 ton. Op het voertuig zijn ook vaste cabines geplaatst voor diverse doeleinden. De voertuigen werden met of zonder lier geleverd.
De motor was ontwikkeld en geproduceerd door de Zavolzhskiy Motor Fabriek in opdracht van GAZ. Het was een 8 cilinder-benzinemotor; de cilinders waren opgesteld in een V-vorm. De cilinderinhoud was 4,25 liter en het vermogen lag op 115 pk bij 3.200 toeren per minuut. De motor was deels gemaakt van aluminium, waardoor het gewicht van de motor, versnellingsbak, stuurbekrachtiging en dergelijke beperkt bleef tot 333 kilogram. Het gewicht van de motor was 2,9 kilogram per pk. De versnellingsbak telde vier versnellingen voor- en één achteruit. Een reductiebak was aanwezig waardoor rijden in hoge en lage gearing mogelijk was.
De opbouw was standaard, voorin de bestuurderscabine met de motor en achter de laadvloer. De frontstuurcabine maakte een relatief grote laadvloer mogelijk terwijl de wielbasis kort werd gehouden. In combinatie met het lage middelpunt waren de rijvaardigheden in het terrein zeer goed te noemen. De bestuurderscabine kon eenvoudig in een hoek van 43 graden naar voren worden geklapt voor het standaard onderhoud van de motor. Met een kleine aanpassing kon de cabine zelfs 90 graden naar voren worden geklapt waardoor groot onderhoud beter mogelijk was. Het voertuig had twee brandstoftanks, aan beide zijden van het voertuig één, elk met een inhoud van 105 liter. Dit gaf het voertuig een bereik van 525 kilometer.
Het reservewiel was geplaatst tussen de bestuurderscabine en de laadbak. De wielen waren aangesloten op een centraal systeem waarmee de bandenspanning kon worden gereguleerd. Op zacht terrein kon de druk in de banden worden verlaagd waardoor het raakvlak met de ondergrond groter werd en het voertuig minder wegzakte. Verder kon het voertuig blijven rijden ook al was een of meer van de banden lek geraakt. Zonder enige voorbereiding kon de GAZ-66 door 0,8 meter diep water rijden.

## Gebruik
Het voertuig is in dienst – of in dienst geweest - bij alle landen van het voormalige Warschaupact. Het werd verder ook geleverd aan onder andere Finland, Egypte, Irak en Iran. Buiten het leger werd de GAZ-66 ook gebruikt voor civiele toepassingen.